# Harry Gordon Johnson
Harry Gordon Johnson (26. května 1923 Toronto – 9. května 1977 Ženeva) byl významným kanadským ekonomem a učitelem, který se zabýval především teorií mezinárodního obchodu, efektivní ochranou obchodu, tarifní politikou, cly a ekonomickým růstem.
Harry G. Johnson se narodil 26. května 1923 v Torontu (Kanada) jako syn Henryho Herberta Johnsona, novináře a pozdějšího tajemníka Liberální strany Ontaria a jeho manželky Frances Lily Muat, lektorky dětské psychologie na Univerzitě v Torontu. Na této univerzitě později studoval Harry i jeho mladší bratr.
Johnson zemřel 9. května 1977 v nedožitých 54 letech v Ženevě (Švýcarsko). Díky svým názorům a objevům na poli makroekonomie a mezinárodního obchodu se stal jedním z nejdůležitějších ekonomů po druhé světové válce.

## Vzdělání
Harryho otec chtěl, aby jeho starší syn studoval právo, ale po tom, co Harry získal vyznamenání v oboru politologie a ekonomie, bylo rozhodnuto.
Johnson získal během svého dlouholetého studia řadu titulů. Studoval na univerzitě v Torontu, kde byl značně ovlivněn přednáškami Harolda Innese, které se týkaly kanadské a ekonomické historie. V roce 1943 zde získal titul BA, o 4 roky později (1947) získal také titul MA. Během studia v Torontu získal také titul BA na Univerzitě v Cambridge a v roce 1951 i titul MA. Studoval také na Harvardu, kde získal v roce 1948 titul MA i Ph.D. Během postgraduálního studia byl ohromen myšlenkami Josepha Schumpetera, který výrazně ovlivnil jeho spisy v pozdějších letech. Své (oficiální) studium ukončil v roce 1960 ve věku 37 let na Univerzitě v Manchesteru, kde získal již čtvrtý titul MA.

## Kariéra
Harry. G. Johnson zastával stálé učitelské místo v Kanadě a Evropě a hostoval na mnoha univerzitách po celém světě. Jeho nejvlivnější vztahy byly s Univerzitou v Chicagu a také s London School of Economics ve Velké Británii.
Johnson začal svou kariéru profesora na Univerzitě v Cambridge, kde působil v letech 1949 až 1956. Zde začínal jako junior professor (tedy učil pouze nárazově), ale již v roce 1950 se stal odborným asistentem a byl také vybrán na stáž v Královské akademii. V Cambridge začala Johnson se svým výzkumem a odstartoval také svou spisovatelskou kariéru. Po sedmi letech si ale uvědomil, že jeho kolegové uvízli v „mrtvé měnové kontroverzi“ a že se v jejich výzkumech a názor příliš promítá politická zaujatost. Proto v roce 1956 odešel na Univerzitu v Manchesteru, kde byl se svými kolegy mnohem spokojenější. Byl okamžitě jmenován profesorem v ekonomické teorii a snažil se vybudovat seriózní výukový program pro vzdělávání, který se bohužel setkal s problémem nedostatečných financí. Během působení v Cambridge a Manchesteru začal také vytvářet teorii mezinárodního obchodu, díky které se stal jedním ze světových lídrů v této oblasti. Napsal mnoho průkopnických článků a později natočil i několik příspěvků.
Již v roce 1959 opustil Velkou Británii a přijal místo profesora ekonomie na Univerzitě v Chicagu. V roce 1962 se stal členem Porter Royal 4 komise pro bankovnictví a financování. Pokračoval v psaní ekonomických děl i článků do odborných časopisů. V roce 1966 se stal (souběžně s působením v Chicagu) profesorem na London School of Economics, kde trávil každý rok 3 měsíce. Londýnskou univerzitu opustil v roce 1974 kvůli změnám daňových zákonů ve Spojením království a také kvůli mrtvici, která ho zasáhla a ze které se nikdy úplně nezotavil. V roce 1976 se stal profesorem mezinárodní ekonomie v Institutu mezinárodních studií Univerzity v Ženevě a i nadále plnit své obvyklé povinnosti v Chicagu, kde působil až do své smrti v roce 1977.

## Ekonomické názory

### Volný obchod jako klíč k blahobytu země
Jeden z prvních Johnsonových článků o mezinárodního obchodu dokázal, že země by opravdu za jistých okolností mohla zlepšit svou situaci a zvýšit blahobyt zavedením dovozního cla, i když by se jí ostatní země snažily tuto politiku oplatit. Johnson si ale uvědomil, že je tento scénář velice nepravděpodobný a proto byl celý svůj život zastáncem volného obchodu a dokonce na svých přednáškách často kritizoval kanadské obchodní bariéry. Dle jeho názoru mohla Kanada odstranit některé rozdíly mezi kanadskou a americkou životní úrovní právě zavedením volného obchodu.

### Mezinárodní finance
V oblasti mezinárodních financí Johnson ukázal, že růst peněžních zásob dané země je důležitým faktorem, který může silně ovlivnit platební bilanci země. Dříve se ekonomové zaměřovali pouze na nepeněžní faktory ovlivňují bilanci, ale Johnson se v roce 1958 ve svém článku článek začal zabývat teorií, která je známá jako monetární (peněžní) přístup k platební bilanci. Tento nový monetární přístup je syntézou keynesiánské teorie (zaměření na poptávku v ekonomice) a monetární teorie (zaměření na straně nabídkovou stranu ekonomiky).

## Publikace
Harry Gordon Johnson napsal během své relativně krátké kariéry 526 odborných článků, 41 knih a brožur, a více než 150 recenzí na odborné knihy. Dal dohromady také mnoho projevů a příspěvků, které byly vysílány v televize i v rozhlase. Johnson také získal mnoho ocenění. V roce 1976 ho kanadská vláda jmenovala důstojníkem Řádu Kanady a roce 1977 byl jmenován významným členem Americké ekonomické asociace.
- 1953 – Optimální cla a odvety (Optimum Tariffs and Retaliation)
- 1959 – Britské měnové statistiky (British Monetary Statistics)
- 1961 – Obecná teorie po pětadvaceti letech (The ‘General Theory’ After Twenty-five Years)
- 1963 – Kanadský Quandary: Ekonomické problémy a politika (The Canadian Quandary: Economic Problems and Policies)
- 1969 – Studie monetární ekonomie (Essays in Monetary Economics)
- 1971 – Keynesiánská revoluce a monetární kontrarevoluce (The Keynesian Revolution and the Monetarist Counter-revolution)
- 1972 – Další studie monetární ekonomie (Further Essays in Monetary Economics)